# Pardubice (evropsky významná lokalita)
Pardubice je název evropsky významné lokality zřízené z důvodu ochrany přírody v rámci systému Natura 2000 na území stejnojmenného města.

## Předmět ochrany
Předmětem ochrany je výskyt brouka páchníka hnědého (Osmoderma eremita) žijícího v pozůstatku lipové aleje spojující pardubický zámek s Lázněmi Bohdaneč. Z bývalé aleje se v prostoru lokality nachází několik desítek lip včetně dutých stromů. Jejich trouchnivějící dřevo je pro brouka vhodným prostředím k výskytu. Ten může ohrozit plánovaná rekonstrukce okolního parku a s ním související eventuální kácení vybraných stromů.

## Lokalita
Prostor lokality v nadmořské výšce 213 m o rozloze 2,2371 ha tvoří severní a severovýchodní část inundačních prostor opevnění pardubického zámku. Je vymezen carnotovou zdí u paty obranného valu zámku a zástavbou v okolí Labské ulice. Přirozenou osu jí tvoří přístupová asfaltová komunikace spojující zámek s bývalým mostem přes Labe (dnes zdymadlo s lávkou), podél které byla předmětná alej vysázena.

## Přírodní poměry

### Hydrologie
Lokalita se beze zbytku nachází v historickém inundačním obranném prostoru renesančního zámku jemuž tvoří osu původní odvodňovací kyneta (příkop) vedoucí podél aleje do nedalekého Labe. Kyneta má v dnešní době charakter velmi pomalu tekoucího potoka.

### Reliéf
Lokalita se nachází v jižní části Pardubické kotliny a její reliéf je rovinnou údolní nivou Labe tvořenou fluviálními a deluviofluviálními sedimenty (pleistocenními říční štěrky a písky).

## Komunikace a stavby
Prostor lokality je parkově upraven, ale kromě mobiliáře se zde žádné stavby nevyskytují. V jižním zakončení stojí za zmínku kamenný obloukový most přes kynetu. Osu lokality tvoří dnes asfaltová komunikace, která bývala historickou spojnicí zámku a města Pardubic s Lázněmi Bohdaneč a Hradcem Králové. Tu sleduje zeleně značená turistická trasa 4288 na Kunětickou horu. V prostoru vstupů komunikace do lokality jsou umístěny informační tabule. Dále se zde vyskytují parkové pěšiny.